# Дунаївці (футбольний клуб)
ФК «Дунаївці» — український футбольний клуб з міста Дунаївці Хмельницької області. Заснований у 1960 році. Виступає у Чемпіонаті Хмельницької області з футболу.
Впродовж своєї історії кілька разів змінював назву. У 1960-х роках команда носила назву ФК «Колгоспник», в період 1991—1992 років — ФК «Текстильник», 1992—1993 — ФК «Тернава», 1993—2006 роки — ФК «Нива-Текстильник» та ФК «Колос-Текстильник», виступаючи певний період з двома назвами в різних рівнях футбольного чемпіонату України та Хмельницької області. З 2007 року команда заявлена під назвою ФК «ІНАПіК». В 2008 році — ФК «ПТП ІНАПіК», 2009—2013 роки — ФК «Верест-ІНАПіК». У 2014 році з погодження Міської ради міста Дунаївці прийнято рішення про перейменування клубу на ФК «Дунаївці». З появою у 2019 році нового спонсора дунаєвецька команда брала участь у змаганнях під назвою ФК «Епіцентр» (Дунаївці). Після переїзду ФК «Епіцентр» до міста Кам'янець-Подільський, з 2022 року виступає знову під назвою ФК «Дунаївці» у обласній першості з футболу.
За роки незалежності клуб з Дунаївців був чемпіоном Хмельницької області з футболу в сезонах 1994, 2004 та 2019 років, та володарем Кубку Хмельницької області з футболу 2019, 2020 років. Найвищим досягненням команди в Аматорській футбольній лізі України стало віце-чемпіонство у сезоні 2020 року. У тому ж 2020 році клуб отримав статус професійного футбольного колективу та дебютував у Кубку та Чемпіонаті України з футболу. У 2022 році «дунаївчани» повертається до виступів у Чемпіонаті Хмельницької області з футболу та одразу виграють змагання у Першій лізі.
Після тривалого періоду експериментів кольорами футбольного клубу стали «синій та чорний», у відповідності до прапора міста Дунаївці.
Кольори клубу
| Синій | Чорний |

## Історія
Колишні назви
- 1950-ті: ФК «Червоний партизан», ФК «Іскра»
- 1960-ті: ФК «Колгоспник»
- 1980-ті: ФК «Металіст ДА3»
- 1991—1992: ФК «Текстильник»
- 1992—1993: ФК «Тернава»
- 1993—2006: ФК «Нива-Текстильник» (у рамках чемпіонату Хмельницької області)
- 1997—1998: ФК «Колос-Текстильник» (у рамках чемпіонату України серед КФК)
- 2007: ФК «ІНАПіК»
- 2008: ФК «ПТП ІНАПіК»
- 2009—2014: ФК «Верест-ІНАПіК»
- 2014—2018, 2022–2023: ФК «Дунаївці»
- 2019–2022: ФК «Епіцентр»
- 2024–дотепер: ФК «Універ Динамо 2»

### Радянський період

#### 1960—1991
Історія дунаєвецького футболу мало досліджена, хоча й відомо про факт існування в Дунаївцях одразу двох футбольних команд у період після Другої світової війни. Саме тоді в 1950-х роках у місті на старому стадіоні грали команди "Іскра" та "Червоний партизан". Однак поки датою створення сучасного футбольного клубу в місті прийнято вважати 1960-й рік.
Враховуючи доступну статистику футбольних чемпіонатів області, відомо, що місцева команда, яка носили на той час назву ФК «Колгоспник» за підсумками 1960 року здобула бронзові медалі, а вже у 1961 році стала срібним призером обласної першості поступившись лише «Авангарду» з Кам'янець-Подільського.
Як згадували футболісти того періоду, на футболках команд, що входили до добровідної спортивної спілки «Колгоспник» найчастіше не було жодних емблем чи шевронів. Але серед членів команд було модним носити знак відповідної спілки на піджаках.
Дивним чином, гальмування розвитку місцевого футбольного колективу збіглося з появою в 1960-х роках у місті Дунаївці та його околицях військових об'єктів, укомплектованих ядерним озброєнням. Хоча Дунаївці ніколи не мали статусу закритого міста, але доступ до його інфраструктури чітко контролювався, а відвідуваність штучно обмежувалась. Ближче до 1980-х років місто вже було відносно відоме завдяки місцевій військовій частині військ стратегічного призначення, звідки одна з назв дунаєвецьких футболістів серед опонентів — «ракетники».
В середині 1980-х років місто в обласних та районних змаганнях було представлене Футбольним клубом "Металіст ДАЗ" на базі Дунаєвецького Арматурного Заводу.

### Незалежна Україна

#### 1992—2006

Матч футбольного клубу Текстильник (Дунаївці) (смт. Маків, 1992 рік)

У 1992 році, після тривалої паузи, «Текстильник» відновив свою участь у чемпіонаті області. Це сталося завдяки зусиллям районної влади, сільськогосподарського підсприємства, та президенту суконної фабрики та спонсору команди Володимиру Стрілецькому. Головним тренером був  Станіслав Іщенко, головою клубу Микола Кулик. За команду тоді виступали Олександр Магера, капітан команди Володимир Микитюк, Ігор Гринчак, Олег Дерикоз, Сергій Гусар, Борис Микитюк, Ігор Колодій, В'ячеслав Карпов, Едуард Кучерявий, Володимир Монастирський. Воротарем команди було запрошено легенду мотоболу Сергія Шварчука (найкращий воротар Європи 1997 року у мотоболі). Перший тур чемпіонату області зіграли проти кам'янецького «Імпульса» у селі Маків. Стадіон в Дунаївцях перебував на реконструкції. Гра завершилась із рахунком 3:1 на користь дунаївчан. Голами за «Текстильник» відзначились двічі Ігор Гринчак та В'ячеслав Карпов. Команда відіграла той сезон у комплекті форми з білим верхом та сірим низом.

З 1992 року дунаєвецька футбольна команда кілька разів розформовувалась та знімалась зі змагань через брак фінансування, але за підтримки місцевої влади, бізнесу та активістів відновлювала діяльність. Під тогочасною назвою «Нива-Текстильник» клуб двічі ставав чемпіоном Хмельницької області з футболу (1994, 2004). Команда виступала у зеленій ігровій формі із жовтими смугами на плечах. В цей період в клубі починало футбольну кар'єру багато талановитої молоді, серед яких був відомий у майбутньому український футболіст Андрій Донець. У серпні 2001 року 4 матчі за команду провів грузинський воротар Георгій Бабуадзе, відомий виступами за хмельницьке «Поділля» в сезонах 1997—2001 років. У 2006 році у футболці дунаєвецької команди грав колишній капітан хмельницького «Поділля» 2002—2004 років — Георгій Магріані.

Товариський матч Нива-Текстильник (Дунаївці) та ветерани Динамо (Київ) (м.Дунаївці, стадіон Колос, 1998 рік)

— Розповідає колишній гравець ФК «Нива-Текстильник» — Андрій Донець:
|  | Я отримав запрошення до збірної (Хмельницької) області і в її складі продовжував набиратися досвіду. Згодом на базі цієї збірної було створено команду "Нива-Текстильник", яка базувалася в місті Дунаївці. Ми виступали у першості серед колективів фізкультури. Тренував нас відомий футбольний фахівець Володимир Олександрович Монастирський. В той час головним його завданням було зберегти команду на майбутнє та навчити нас, молодих футболістів, служінню його величності футболу. Пригадую, в одному із поєдинків виступав проти команди львівського "Динамо", кольори якого захищали Ігор Краївський, Володимир Рацький, Ярослав Гринишин, Валерій Доморадов та Юрій Войтович. Хоча ми й поступилися - 1:5, але за рівнем майстерності львів'янам не поступалися. Так вже буває у футболі, що м'ячі влітають у ворота в такій кількості. |

#### 2007—2013
У 2007 році за підтримки місцевих підприємців, зокрема засновника компанії «Верест» Олександра Бернашевського, дунаєвецька команда отримала нове життя. Дунаївчани, що на той час виступали під назвою ФК «ІНАПіК», а згодом ФК «Верест-ІНАПіК», тричі поспіль в 2007, 2008, 2009 роках здобували срібні нагороди чемпіонату Хмельницької області з футболу.
В 2007 році у підсумковій турнірній таблиці дунаївчани розташувались за переможцем турніру ФК «Іскра» (Теофіполь), який здобув підсумкові 49 очок, проти 45 очок срібного призера «ІНАПіК» та відповідно 42 очок третьої команди сезону волочиського «Агробізнесу».

ФК ІНАПіК Дунаївці (м. Городок, 2014 рік)

У рамках участі клубу в чемпіонаті України з футболу серед аматорів, 2008 рік не став успішним. «ПТП ІНАПіК» зайняв лише четверту сходинку серед п'яти учасників Другої ліги. На цій стадії чемпіонату найкращим бомбардиром ліги став гравець дунаївчан — Віталій Мороз, котрий оформив 4 голи у 7 зіграних матчах.
Чемпіонат області 2008 року знову приніс непоганий здобуток у вигляді срібних нагород турніру.
За підсумками чемпіонату 2009 року «Верест-ІНАПіК» поступився чотирма очками команді з Волочиська «Збруч-Агро». Трійка лідерів сезону складалася з: ФК «Збруч-Агро» (35 очок), ФК «Верест-ІНАПіК» (31 очко) та ФК «Красилів» (25 очок).
У 2013 році команда не брала участь у розіграші чемпіонату Хмельницької області з футболу.

#### 2014—2018
З 2014 року клуб подає заявку на участь в обласній першості з футболу під новою назвою — ФК «Дунаївці». Традиційними стають зелені кольори клубної форми, що прийшли на зміну жовто-блакитній екіпіровці попереднього періоду. Перші роки виявились не надто успішними. Клуб з Дунаївців два роки поспіль завершує сезони на четвертій сходинці — у кроці від бронзових медалей.
За результатами 2014 року попереду ФК «Дунаївці» виявились такі команди як «Збруч-Астарта» (Волочиськ), «Случ» (Старокостянтинів) та «Поділля» (Хмельницький). Розрив між першим та чертвертим місцями турнірної таблиці склав 15 ігрових очок, при досить непоганих результатах дунаєвчан (11 перемог, 2 нічиї та 5 поразок).

ФК Дунаївці (м. Дунаївці, стадіон "Колос", 2017 рік)

У 2015 році в трагічній автокатастрофі загинув молодий талановитий тренер ФК «Дунаївці» — Сергій Ігнатьєв, який за досить короткий проміжок часу зміг побудувати дієздатну команду, орієнтовану переважно на місцевих молодих футболістів. В цьому ж сезоні стали зрозумілі основні фаворити обласної футбольної першості, які довели свій високий ігровий клас стабільними результатами. За підсумками сезону ФК «Дунаївці» зайняли скромне четверте місце.
2017-го року перед початком другого кола чемпіонату Хмельницької області з футболу, команду підсилив досвідчений сорокаоднорічний захисник — Петро Бадло. У першому ж матчі другого кола з кам'янець-подільським ФК «Фортеця» дунаєвчани здобули впевнену перемогу з рахунком 3:1. Проте, сезон знову закінчився для команди лише на п'ятій сходинці турнірної таблиці.

#### 2019—2021
У 2019 році спонсором команди стає відома мережа будівельних гіпермаркетів «Епіцентр К», а на базі дунаївецької команди створюється ФК «Епіцентр» (Дунаївці). До команди приходить ряд досвідчених гравців та тренер Ігор Бадло. У тому ж році дунаївчани стають чемпіонами області та здобувають свій перший в історії Кубок Хмельницької області, здолавши у фіналі «Іскру» з Теофіполя. Кращим бомбардиром у складі «дунаївчан» став Руслан Івашко. Ще один кубок області команда виграє у 2020 році, перемігши у фіналі з рахунком 2:0  ФК «Перлина Поділля» з Білогір'я. У Чемпіонаті області команда участі не бере, адже заявлена вже на аматорському рівні.
У 2020 році для участі у чемпіонаті області було сформовано окрему команду Колос-ОТГ. У десяти зіграних матчах клуб не здобув жодного очка та посів останню шосту сходинку у Групі №3 Першого етапу чемпіонату. Кращим бомбардиром став Сергій Кухар, який у 5 зіграних матчах забив три голи.
У тому ж 2020 році дунаївецькі футболісти ФК "Епіцентр" вперше у своїй історії вийшли до фіналу аматорського чемпіонату України з футболу, де у серії пенальті поступилися команді ФК «Вікторія» (Миколаївка). Кращим гравцем фінального матчу у складі команди з Дунаївців став бразильський легіонер — Барбоза да Сілва. Згодом ФК «Епіцентр» (Дунаївці) дебютували у професійному статусі, коли 30 серпня 2020 року у розіграші Кубку України з футболу приймали в Дунаївцях команду «Карпати» (Львів). Перший м'яч команди на професійному рівні забив Віталій Бадло, а фінальний свисток зафіксував перемогу господарів поля із рахунком 4:0.
Дебютний сезон у Чемпіонаті України у Другій лізі (група "А") команда закінчила на високому четвертому місці, пропустивши вперед ФК «Поділля» (Хмельницький), ФК «Ужгород», ФК «Діназ» (Вишгород). Кращим бомбардиром команди того сезону став Руслан Івашко із п'ятьма голами. Команда не виконала завдання із виходу до Першої ліги тому у міжсезоння головним тренером команди було призначено Олега Недуду, а консультантом команди став відомий фахівець - Сергій Нагорняк. У созоні 2021/2022 роках футбольні змагання в Другій лізі було припинено 24 лютого 2022 року через російське вторгнення в Україну. За підсумком сезону клуб завершив чемпіонат Другої ліги групи «А» лише п'ятим. Кращим бомбардиром клубу став Євгеній Немтінов із сімома голами. Дунаївецькі вболівальники побачили домашні поєдинки за участі місцевої команди з львівськими «Карпатами», вінницькою «Нивою», чернівецькою «Буковиною» та іншими.
У 2022 році відновлюються ФК «Дунаївці», адже 29 липня 2022 року ФК «Епіцентр» змінює місце реєстрації на переїжджає до міста Кам'янець-Подільський. Першу половину сезону 2022/2023 у Першій лізі «кам'янчани» досі грають в Дунаївцях на стадіоні «Колос», розділивши арену із господарями поля ФК «Дунаївці».

#### з 2022
Після дворічної перерви ФК "Дунаївці" повертаються до обласного чемпіонату і впевнено виграють змагання у сезоні 2022 року Першої ліги. Кращим бомбардиром команди того сезону став Алішер Якубов із 12 голами у 7 матчах. Наступний сезон 2023 року у найсильнішій обласній лізі виявився відверто невдалим для дунаївчан. Зрештою після першого кола чемпіонату команда знялась зі змагань, втративши частину очок та посівши передостаннє місце в таблиці. Найкращим бомбардиром команди став Назар Кравчук із 6 голами.
Сезон 2024 "дунаївчани" розпочали під назвою ФК "Універ Динамо 2". Основу клубу склали вихованці Харківського національного університету внутрішніх справ, переміщеного на період Російсько-Української війни до Кам'янця-Подільського, та частково місцеві футболісти. За підсумками чемпіонату "синьо-чорні" посіли передостаннє п'яте місце у турнірній таблиці. Кирило Кузьмицький із 10 голами у 13 зіграних матчах став найкращим бомбардиром нашої команди.

— Адміністратор команди Микола Кулик поділився враженнями від того сезону: 
|  | Завдання було попасти в призери, але в міру різних, як об’єктивних, так і суб’єктивних причин нам це на жаль не вдалося. Досить засмутили прикрі поразки, маю на увазі хмельничанам з великим рахунком, як в чемпіонаті, так і в розіграші кубка області. Хоча ряд ігор провели на хорошому рівні, десь бракувало стабільності. |

## Протистояння
Головними протистоянням вважаються матчі проти команди смт. Дунаївці (або станція Дунаївці), яка періодично бере участь у розіграшах обласної першості. Так сусіднє з містом Дунаївці однойменне селище було представлене в чемпіонаті області 2011 року ФК «Крила Рад». Варто зазначити, що за підсумками змагань того року опонент ФК «Дунаївці» зайняв вищу позицію в турнірній таблиці Першої ліги (Південної зони). У 2016 році суперник брав учать у турнірах під назвою ФК «Громада» (смт. Дунаївці). 2022-го року у «дунаєвецькому дербі» по черзі перемагали обидві команди, при чому «Спорт-Лідер» із селища Дунаївці завдав єдиної поразки ФК «Дунаївці» в обласній Першій лізі.
Зважаючи на непостійність лідерських позицій серед учасників чемпіонатів Хмельницької області з футболу, принциповість окремих поєдинків має змінний характер. Але серед найбільш амбіційних супротивників виділяються команди з Хмельницького, Волочиська, Красилова, Старокостянтинова.

## Стадіон
Старий міський стадіон

Вболівальники на старому міському стадіоні (м.Дунаївці, 1950-ті роки)

Перші дунаєвецькі футбольні команди проводили свої матчі на скромному старому міському стадіоні, що зараз розташований поблизу центральної площі міста на вулиці Стадіонній. В період після Другої світової війни тут проводили свої змагання два футбольні клуби "Іскра" та "Червоний партизан", які передували утворенню ФК "Колгоспник". Стадіон мав огорожу, на вході були споруджені бетонні сходи та встановлено аркові ворота, по боках від яких стояли дві невеликі споруди, одна з яких слугувала роздягальнею для футболістів, а в іншій знаходилась каса стадіону. До 1990-х років на стадіоні грала та тренувалася місцева дитяча спортивна школа, але після передачі стадіону місцевій релігійній громаді, на футбольному полі було споруджено каплицю. Крім того, в під час археологічних досліджень в межах стадіону були виявлені залишки підземних ходів колишнього капуцинського монастиря, тому старий стадіон наразі втратив свою функцію.
Стадіон "Колос"

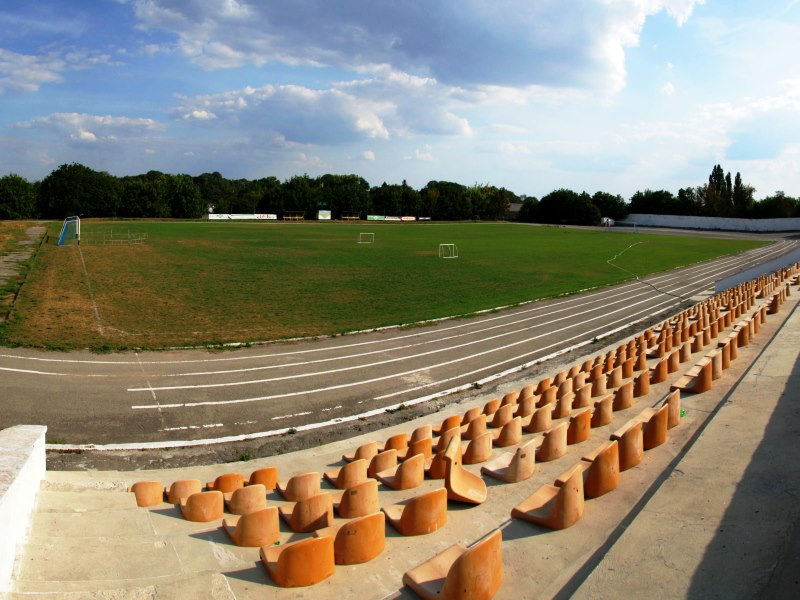
стадіон «Колос» (м. Дунаївці, 2017 рік)

У 1962 завдяки зусиллям громади та після успішного виступу місцевих футболістів у чемпіонаті області, побудовано новий спортивний комплекс зі стадіоном, який отримав назву «Колос». У 1980 році арену було підготовлено до участі у естафеті Олімпійського вогню, маршрут якого проходив через місто Дунаївці. На початку 1990-х років біля стадіону було побудовано спортивний комплекс із спортивною залою та роздягальнями. В 2015 році здійснено часткову реконструкцію стадіону, встановлені сучасні пластикові сидіння. Місткість стадіону становить приблизно 500 глядацьких місць.
У листопаді 2019 року на стадіоні завершилась кількамісячна реконструкція, яка включала роботи над дренажною системою та монтаж системи поливу. На час реконструкції місцевої футбольної арени «дунаєвчани» були вимушені грати у Чемерівцях і Васильківцях, які вже мали належні стадіони. На наступному етапі було вдосконалено трибуни, збільшивши їх місткість до тисячі ста глядацьких місць, адже місцева команда готувалась до отриманя професійного статусу і участі в Другій лізі чемпіонату України. Стадіон "Колос" в Дунаївцях приймав замагання чемпіонату України з футболу у Першій та Другій лігах за участю ФК "Епіцентр" до кінця 2022 року. З того ж року є домашньою ареною для ФК "Дунаївці".

## Досягнення
Чемпіонат Хмельницької області з футболу
Прем'єр ліга:
- Переможець (3): 1994, 2004, 2019.
- Срібний призер (5): 1961, 2000, 2007, 2008, 2009.
- Бронзовий призер (3): 1960, 1999, 2001.

Перша ліга:
- Переможець (1): 2022.

Кубок Хмельницької області з футболу
- Переможець (2): 2019, 2020
- Фіналіст (1): 2022

Чемпіонат України з футболу серед аматорів
- Срібний призер: 2019/20.

## Клубна емблема
З 2014 року в основу емблеми команди покладено Герб міста Дунаївці, а саме — зображення срібного журавля, який стоїть на одній нозі та тримає камінь у другій. Видозміна клубної емблеми з 2019 року, де замість каменя журавель тримає футбольного м'яча, додала зображенню спортивного змісту. У сезоні 2021-2002 років чорно-біла емблема клубу отримала спонсорські кольори, де білого журавля зображено на фоні синьо-білих смуг, але згодом ФК "Дунаївці" повернулися до чорно-білого варіанту емблеми.

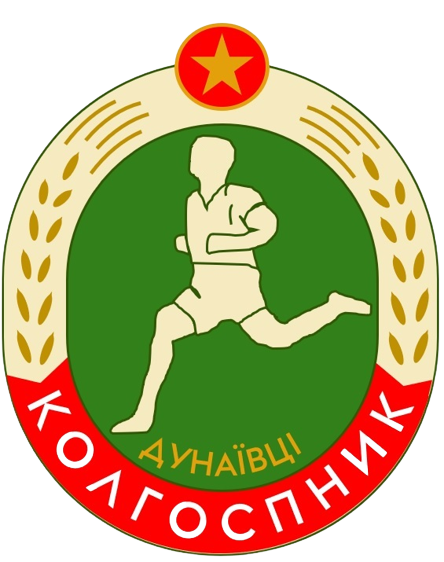
ФК Колгоспник (1960-ті роки)
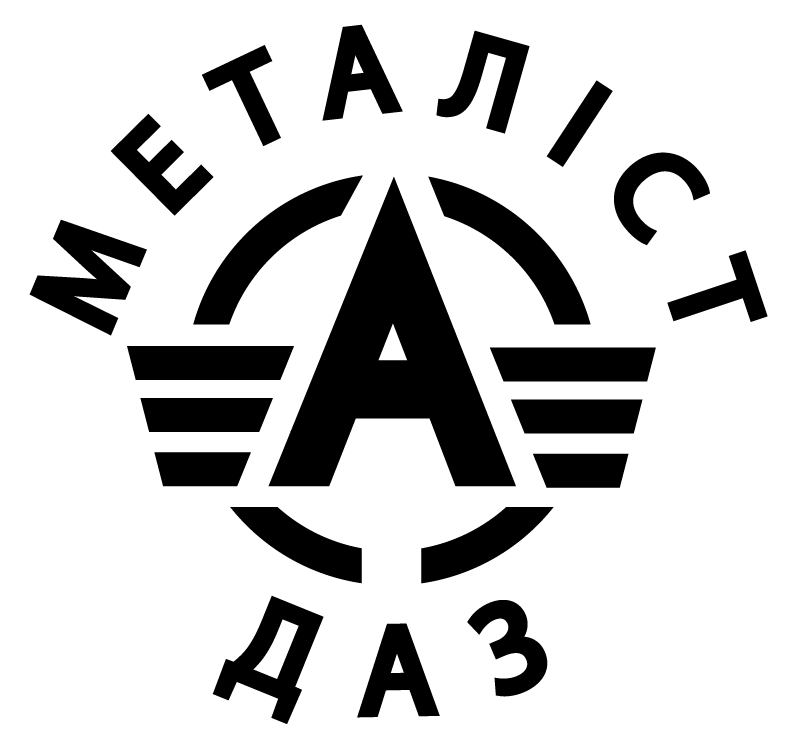
ФК Металіст ДАЗ (1980-ті роки)
ФК Текстильник (1991-1992)
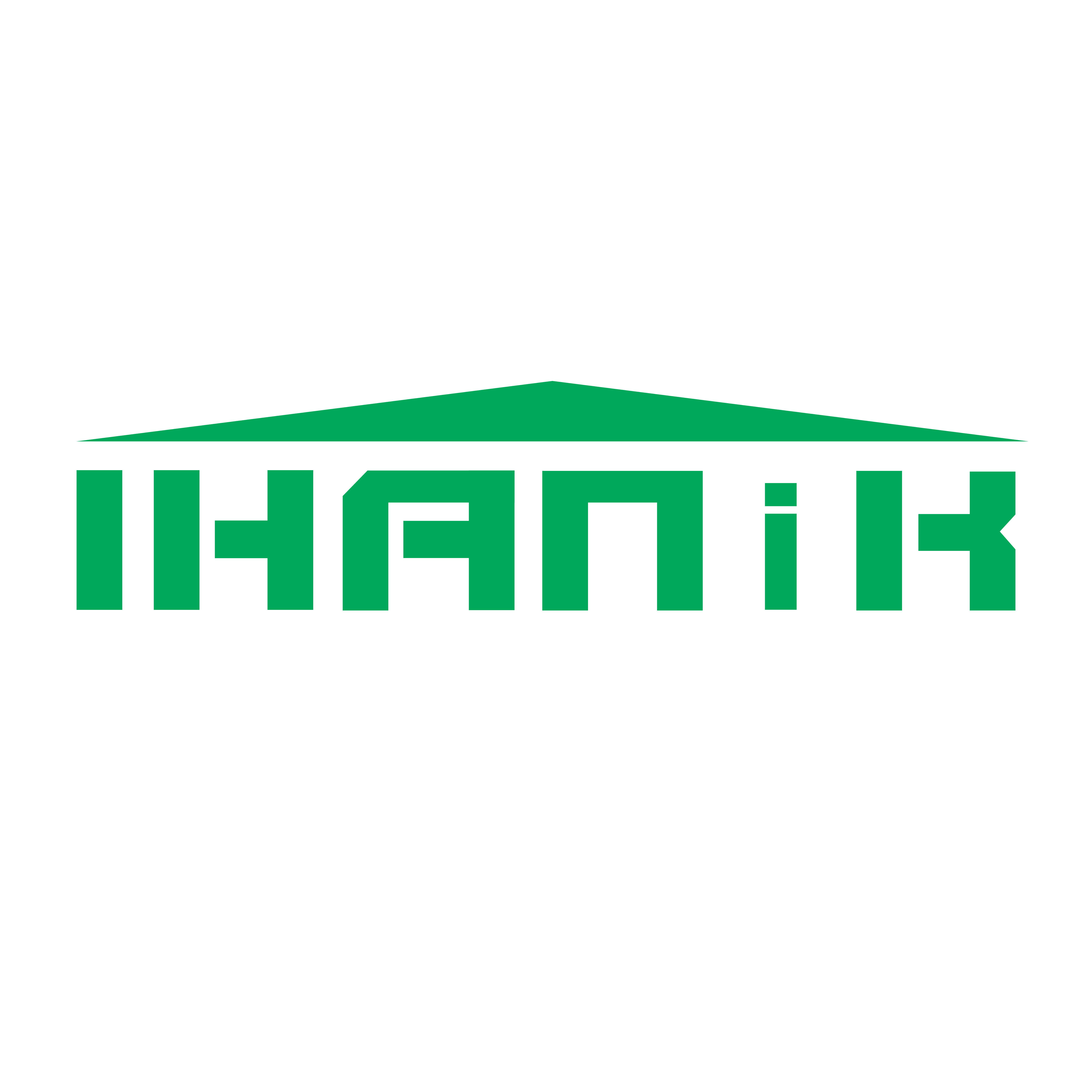
ФК ІНАПіК / ФК Верест-ІНАПіК (2007-2014 роки)
МФК «Дунаївці» (2014-2018)
ФК «Епіцентр» (2021-2022 роки)
ФК «Універ Динамо 2» (2024)
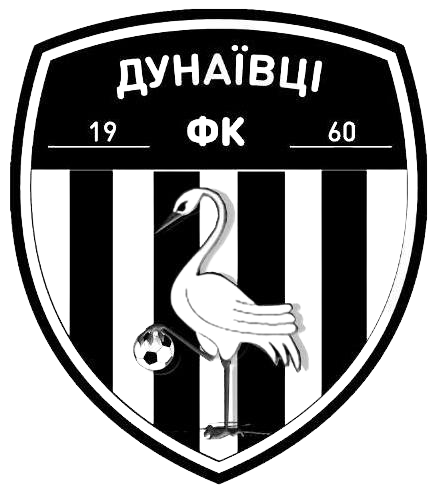
ФК «Дунаївці» (2019-2021, 2022-2023, з 2025)

## Клубна форма
|  | 1992 | 1998 | 2007—2014 | 2014—2018 | 2019 | 2020—2022 | 2023—2024 |

## Спонсори
| Роки         | Виробник форми | Головний спонсор              | Про спонсора |
| ------------ | -------------- | ----------------------------- | --- |
| 1980-ті роки | -              | Дунаєвецький арматурний завод | Підприємство яке спеціалізується на випуску продукції для хімічної, нафтогазової промисловості та для комунального господарства. Засноване німецькими колоністами у 1875 році як завод "Густав Лельбах і Син" |
| 1992         | -              | Дунаєвецька суконна фабрика   | Текстильне підприємство в місті Дунаївці Хмельницької області |
| 2000-ні роки | -              | Маровоір                      | Текстильне підприємство в місті Дунаївці Хмельницької області, утворене на базі державної Дунаєвецької суконної фабрики                                                                                       |
| 2007-2013    | -              | ІНАПіК                        | Будівельно-транспортна компанія, з виконання робіт з ремонту та реконструкції інженерних мереж, по технології горизонтально-направленого буріння.                                                             |
| 2009-2013    | -              | Верест                        | Підприємство м'ясопереробної галузі з Дунаєвеччини з повним циклом створення м'ясних виробів, засноване 1997 року.                                                                                            |
| 2013-2019    | -              | -                             | Муніципальний бюджет Дунаєвецької міської ради |
| 2019-2021    | PRO TOUCH      | Епіцентр К                    | Група компаній в Україні, яка володіє мережею будівельних гіпермаркетів «Епіцентр К», заснована 2003 року. |
| 2021-2022    | MIZUNO         | Епіцентр К                    | Група компаній в Україні, яка володіє мережею будівельних гіпермаркетів «Епіцентр К», заснована 2003 року. |
| 2022         | PRO TOUCH      | Епіцентр К                    | Група компаній в Україні, яка володіє мережею будівельних гіпермаркетів «Епіцентр К», заснована 2003 року. |
| 2023-        | Joma           | -                             | - |

## Відомі та знакові футболісти
- Монастирський Володимир
- Карпов Валерій
- Шварчук Сергій
- Бабуадзе Георгій Аміранович
- Магріані Георгій Давидович
- Донець Андрій Анатолійович
- Шевченко Костянтин Вікторович
- Костишин Віталій Володимирович
- Глуховатий Вадим Вікторович
- Каленюк Дмитро Євгенович
- Бадло Петро Климентійович
- Керчу Олег Миколайович
- Пуканич Адріан Миколайович
- Чернобай Сергій Анатолійович
- Івашко Руслан Вікторович
- Клаудіней Барбоза да Сілва

## Головні тренери
- Іщенко Станіслав (1992—1994 роки)
- Монастирський Володимир Олександрович (1995—2006 роки)
- Кулик Микола Миколайович (2007—2009 роки)
- Ігнатьєв Сергій Петрович (2009—2015 роки)
- Ігнатьєв Володимир Петрович (2015—2019 роки)
- Бадло Ігор Климентійович (2019—2021 роки)
- Надуда Олег Миколайович (2021—2022 роки)
- Каленюк Дмитро Євгенович (2022—2023 року)
- Павлов Роман Володимирович (з 2024 року)

## Виступи вчемпіонаті Хмельницької області
| Сезон       | Назва                            | Місце   | І  | В  | Н | П  | ГЗ | ГП | О  | Бомбардир                 | Примітки                               |
| ----------- | -------------------------------- | ------- | -- | -- | - | -- | -- | -- | -- | ------------------------- | -------------------------------------- |
| 1960        | ФК «Колгоспник» (Дунаївці)       | 3 з ?   | ?  | ?  | ? | ?  | ?  | ?  | ?  | ?                         |                                        |
| 1961        | ФК «Колгоспник» (Дунаївці)       | 2 з ?   | ?  | ?  | ? | ?  | ?  | ?  | ?  | ?                         |                                        |
| 1985        | ФК «Металіст ДАЗ» (Дунаївці)     | ? з ?   | ?  | ?  | ? | ?  | ?  | ?  | ?  | ?                         |                                        |
| 1992        | ФК «Текстильник» (Дунаївці)      | 3 з 8   | 14 | 7  | 2 | 5  | 25 | 17 | 16 |                           | Південна зона                          |
| 1992/1993   | ФК «Тернава» (Дунаївці)          | 4 з 14  | 26 | 14 | 5 | 7  | 48 | 44 | 33 |                           |                                        |
| 1993(Осінь) | ФК «Нива-Текстильник» (Дунаївці) | 13 з 14 | 26 | 3  | 2 | 21 | 17 | 65 | 8  |                           |                                        |
| 1994        | ФК «Нива-Текстильник» (Дунаївці) | 1 з 10  | 18 | 12 | 4 | 2  | 48 | 18 | 28 |                           |                                        |
| 1995        | ФК «Нива-Текстильник» (Дунаївці) | 5 з 12  | 22 | 12 | 0 | 10 | 40 | 31 | 36 |                           |                                        |
| 1996        | ФК «Нива-Текстильник» (Дунаївці) | 7 з 12  | 22 | 11 | 3 | 8  | 48 | 35 | 36 |                           |                                        |
| 1997        | ФК «Нива-Текстильник» (Дунаївці) | 5 з 8   | 14 | 7  | 2 | 5  | 24 | 17 | 23 |                           |                                        |
| 1998        | ФК «Нива-Текстильник» (Дунаївці) | 5 з 8   | 14 | 6  | 3 | 5  | 22 | 21 | 21 |                           |                                        |
| 1999        | ФК «Нива-Текстильник» (Дунаївці) | 3 з 10  | 18 | 10 | 2 | 6  | 33 | 32 | 32 |                           |                                        |
| 2000        | ФК «Нива-Текстильник» (Дунаївці) | 2 з 10  | 18 | 12 | 3 | 3  | 37 | 17 | 39 |                           |                                        |
| 2001        | ФК «Нива-Текстильник» (Дунаївці) | 3 з 9   | 16 | 13 | 1 | 2  | 37 | 19 | 30 |                           |                                        |
| 2002        | ФК «Нива-Текстильник» (Дунаївці) | ? з ?   | ?  | ?  | ? | ?  | ?  | ?  | ?  |                           |                                        |
| 2003        | ФК «Нива-Текстильник» (Дунаївці) | 4 з 11  | 20 | 11 | 5 | 4  | 30 | 19 | 38 |                           |                                        |
| 2004        | ФК «Нива-Текстильник» (Дунаївці) | 1 з 10  | 18 | 14 | 2 | 2  | 34 | 10 | 44 |                           |                                        |
| 2005        | ФК «Нива-Текстильник» (Дунаївці) | 7 з 12  | 22 | 10 | 1 | 11 | 23 | 30 | 31 |                           |                                        |
| 2006        | ФК «Нива-Текстильник» (Дунаївці) | 6 з 10  | 16 | 6  | 2 | 8  | 27 | 28 | 20 |                           |                                        |
| 2007        | ФК «ІНАПіК» (Дунаївці)           | 2 з 10  | 18 | 14 | 3 | 1  | 38 | 19 | 45 |                           |                                        |
| 2008        | ФК «ІНАПіК» (Дунаївці)           | 2 з 10  | 18 | 11 | 2 | 5  | 33 | 17 | 35 |                           |                                        |
| 2009        | ФК «Верест-ІНАПіК» (Дунаївці)    | 2 з 8   | 14 | 10 | 1 | 3  | 17 | 6  | 31 |                           |                                        |
| 2010        | ФК «Верест-ІНАПіК» (Дунаївці)    | 6 з 10  | 18 | 11 | 0 | 7  | 15 | 25 | 20 |                           |                                        |
| 2011        | ФК «Верест-ІНАПіК» (Дунаївці)    | 7 з 10  | 18 | 6  | 3 | 9  | 26 | 36 | 21 |                           | Перша Ліга (Південна зона)             |
| 2012        | ФК «Верест-ІНАПіК» (Дунаївці)    | −       | −  | −  | − | −  | −  | −  | −  | −                         | Не брав участь                         |
| 2013        | ФК «Верест-ІНАПіК» (Дунаївці)    | −       | −  | −  | − | −  | −  | −  | −  | −                         | Не брав участь                         |
| 2014        | ФК «Дунаївці»                    | 4 з 9   | 18 | 11 | 2 | 5  | 35 | 20 | 35 | Костянтин Боднар (4)      |                                        |
| 2015        | ФК «Дунаївці»                    | 4 з 8   | 14 | 5  | 3 | 6  | 14 | 15 | 18 |                           |                                        |
| 2016        | ФК «Дунаївці»                    | 5 з 11  | 20 | 10 | 3 | 7  | 37 | 31 | 33 | Олександр Бондаренко (12) |                                        |
| 2017        | ФК «Дунаївці»                    | 5 з 8   | 14 | 6  | 2 | 6  | 17 | 24 | 20 |                           |                                        |
| 2018        | ФК «Дунаївці»                    | 4 з 7   | 12 | 4  | 1 | 7  | 18 | 31 | 13 | Богдан Шеверногий (5)     |                                        |
| 2019        | ФК «Епіцентр» (Дунаївці)         | 1 з 10  | 15 | 13 | 2 | 0  | 56 | 6  | 41 | Руслан Івашко (19)        |                                        |
| 2020        | ФК «Колос-ОТГ» (Дунаївці)        | 6 з 6   | 10 | 0  | 0 | 10 | 11 | 45 | 0  | Сергій Кухар (3)          | Перший етап, Група №3                  |
| 2021        | ФК «Епіцентр» (Дунаївці)         | −       | −  | −  | − | −  | −  | −  | −  | −                         | Не брав участь                         |
| 2022        | ФК «Дунаївці»                    | 1 з 5   | 8  | 7  | 0 | 1  | 38 | 13 | 21 | Алішер Якубов (12)        | Перша Ліга                             |
| 2023        | ФК «Дунаївці»                    | 11 з 12 | 20 | 1  | 0 | 19 | 5  | 67 | 3  | Назар Кравчук (6)         | * Знявся зі змагань після першого кола |
| 2024        | ФК «Універ Динамо 2»             | 4 з 7   | 12 | 5  | 1 | 6  | 15 | 39 | 16 | Кирило Кузьмицький (10)   | основний етап                          |
| 2024        | ФК «Універ Динамо 2»             | 5 з 6   | 8  | 5  | 1 | 2  | 20 | 11 | 16 | Кирило Кузьмицький (10)   | груповий етап за 4-6 місця             |
| 2025        | ФК «Дунаївці»                    | 0 з 0   | 0  | 0  | 0 | 0  | 0  | 0  | 0  |                           |                                        |

## Виступи в Чемпіонаті України з футболу серед аматорів
| Сезон     | Назва                    | Місце  | І  | В  | Н | П  | ГЗ | ГП | О  | Примітки         |
| --------- | ------------------------ | ------ | -- | -- | - | -- | -- | -- | -- | ---------------- |
| 1997/1998 | ФК «Колос-Текстильник»   | 8 з 8  | 14 | 0  | 1 | 13 | 4  | 25 | 1  |                  |
| 1998/1999 | ФК «Нива-Текстильник»    | 4 з 9  | 16 | 8  | 1 | 7  | 24 | 19 | 25 |                  |
| 1999      | ФК «Нива-Текстильник»    | −      | −  | −  | − | −  | −  | −  | −  | знята зі змагань |
| 2001      | ФК «Нива-Текстильник»    | 3 з 4  | 6  | 2  | 1 | 3  | 3  | 12 | 7  |                  |
|           | ФК «Нива-Текстильник»    | 5 з 6  | 10 | 2  | 2 | 6  | 5  | 7  | 8  |                  |
| 2008      | ФК «ПТП ІНАПіК»          | 4 з 5  | 8  | 2  | 3 | 3  | 15 | 16 | 9  |                  |
| 2009      | ФК «Верест-ІНАПіК»       | 5 з 5  | 8  | 0  | 1 | 7  | 4  | 25 | 1  |                  |
| 2010      | ФК «Верест-ІНАПіК»       | 4 з 5  | 8  | 1  | 0 | 7  | 4  | 18 | 3  |                  |
| 2019/2020 | ФК «Епіцентр» (Дунаївці) | 2 з 10 | 18 | 12 | 3 | 3  | 36 | 20 | 39 | груповий етап    |
| 2019/2020 | ФК «Епіцентр» (Дунаївці) | 2      | 3  | 2  | 1 | 0  | 12 | 6  |    | плей оф          |

## Виступи в чемпіонаті України
| Сезон     | Назва                    | Місце  | І  | В  | Н | П | ГЗ | ГП | О  | Ліга                   |
| --------- | ------------------------ | ------ | -- | -- | - | - | -- | -- | -- | ---------------------- |
| 2020/2021 | ФК «Епіцентр» (Дунаївці) | 4 з 13 | 26 | 14 | 6 | 4 | 36 | 15 | 48 | Друга ліга (Група «А») |
| 2021/2022 | ФК «Епіцентр» (Дунаївці) | 5 з 15 | 19 | 12 | 1 | 6 | 30 | 19 | 37 | Друга ліга (Група «А») |

## Склад команди
Станом на 2022 рік

| № | Поз. | Нац.    | Гравець          |
| - | ---- | ------- | ---------------- |
|   | ПЗ   | Україна | Балакай А.Є.     |
|   | ПЗ   | Україна | Бондаренко О.О.  |
|   | ВР   | Україна | Броварський В.В. |
|   | ЗХ   | Україна | Валєєв В.В.      |
|   | ЗХ   | Україна | Глуховатий В.В.  |
|   | ЗХ   | Україна | Горський Ю.В.    |
|   | ПЗ   | Україна | Данилюк В.В.     |
|   | ЗХ   | Україна | Загородній Я.Ю.  |
|   | ЗХ   | Україна | Калинюк Д.Є.     |
|   | ПЗ   | Україна | Кравчук А.І.     |
|   | НП   | Україна | Кравчук Н.П.     |
|   | ЗХ   | Україна | Кучерявий О.В.   |

| № | Поз. | Нац.    | Гравець         |
| - | ---- | ------- | --------------- |
|   | НП   | Україна | Мазур Я.В.      |
|   | ЗХ   | Україна | Мельничук Р.О.  |
|   | ПЗ   | Україна | Мудрицький О.Ю. |
|   | ПЗ   | Україна | Пищаль В.О.     |
|   | НП   | Україна | Пожидаєв Д.О.   |
|   | ПЗ   | Україна | Прохорчук Д.І.  |
|   | ПЗ   | Україна | Самородов А.О.  |
|   | ПЗ   | Україна | Сапожник О.В.   |
|   | НП   | Україна | Скочеляс Р.В.   |
|   | ПЗ   | Україна | Сметана Д.П.    |
|   | НП   | Україна | Шурдило М.О.    |
|   | НП   | Україна | Якубов А.Р.     |